# Satanic Surfers
Satanic Surfers był to szwedzki zespół, który grał melodyjny punk rock. Był jednym z zespołów, które budowały fundamenty szwedzkiej sceny punk rockowej. Nazwa grupy jest hołdem dla szanowanych przez nią artystów. Satanic jest nawiązaniem do amerykańskiej grupy Misfits; Surfers natomiast do australijskiego zespołu Hard-Ons. Teksty Satanic Surfers mają wymiar niekiedy infantylny oraz błahy, lecz także mocno zabarwiony politycznie. Poruszane przez nich tematy to między innymi: seksizm, rasizm, globalizacja, codzienność, jazda na deskorolce, hipokryzja polityków, miłość do muzyki, przemoc w rodzinie, przyjaźń, powierzchowność, przedwczesne osądy czy masturbacja. Zespół grał trasy koncertowe w Kanadzie, Ameryce Południowej, Europie, Australii i Stanach Zjednoczonych. Nigdy nie zagrał w Polsce. Płyty Satanic Surfers wydawały Bad Taste oraz Burning Heart Records. 10 lutego 2007 członkowie Satanic Surfers postanowili zakończyć działalność zespołu. Po niemal osiemnastu latach zespół Satanic Surfers przestał istnieć. Wokalista zespołu udzielał się także w zespołach: Intensity (głos), Everyday Madness (perkusja) oraz obecnie w Enemy Alliance na perkusji.

## Dyskografia
- Taste the Poison (2005 – Bad Taste Records)
- Unconsciously Confined (2002 – Bad Taste Records)
- Fragments and Fractions (2000 – Bad Taste Records)
- Songs From the Crypt (1999 – Bad Taste Records)
- Going Nowhere Fast (1999 – Burning Heart)
- 666 Motor Inn (1997 – Burning Heart)
- Hero of Our Time (1995 – Burning Heart)

### EP
- Keep Out EP (1994 – Burning Heart)
- Skate to Hell EP (1993 – wydane własnym sumptem / 1994 – Bad Taste Records)

### Kompilacje/splity
- As a Matter of Fact CD (1998 – Bad Taste Records) split z The Almighty Trigger Happy, Good Riddance i Ill Repute
- Satanic Surfers / Ten Foot Pole Split EP (1995 – Bad Taste Records)